# Vivianite
La vivianite est un minéral phosphaté de formule Fe3(PO4)2•8(H2O). On le trouve en tant que minéral secondaire dans de nombreux environnements géologiques. Elle se présente généralement sous forme de cristaux prismatiques ou écrasés, de couleur variant du bleu foncé au bleu-vert. Elle prend une teinte foncée sous l'action de l'oxygène.

## Présentation
Elle cristallise dans le système cristallin monoclinique. Ses paramètres de maille sont a = 10,086 Å, b = 13,441 Å, c = 4,703 Å et β = 104,27° ; sa maille conventionnelle contient Z =  2 unités formulaires.
Elle se forme en raison de la modification de dépôts de minerai de fer proches de la surface, ou à partir de phosphates primaires dans des pegmatites. Des cristaux de vivianite peuvent être fréquemment observés dans des coquillages fossiles, comme ceux des bivalves et des gastéropodes, ou attachés à des ossements fossilisés.
Les formations les plus remarquables se trouvent en Bolivie (Huanuni, Morococala, Potosí), en Russie (Péninsule de Taman), en Ukraine (Kertch), en Namibie, au Cameroun (Anloua), en Angleterre (Cornouailles), aux États-Unis (Ibex Mine à Leadville au Colorado, mine de Blackbird dans l’Idaho) et au Japon (mine de cuivre d'Ashio,  Iwama).
La vivianite a été décrite au début du XVIIIe siècle par le savant gallois et industriel du cuivre britannique John Henry Vivian, à partir d'échantillons découverts en Cornouailles (Angleterre),. Les topotypes (premiers cristaux identifiés) venaient des Cornouailles.

## Formation sur des cadavres
Il est notable que la vivianite peut se former sur des cadavres. L'interaction entre le fer, l'eau et le phosphate contenu dans les os et les dents en décomposition en est à l'origine. Lorsque l'environnement contient de l'eau et du fer, le phosphate peut réagir pour former de la vivianite minérale. La vivianite a été observée sur des corps humains et animaux (sur l'ivoire des défenses de mammouths, par exemple) vieux de quelques années à plusieurs millénaires. 
En 1960, des archéologues ont découvert des corps dans le lac Walchen, en Allemagne, partiellement squelettés et recouverts de cire grasse (adipocire), et constellés de vivianite. L'analyse des vêtements du corps a montré qu'ils étaient restés dans l'eau entre 30 et 50 ans. 
En 1998, des chercheurs ont trouvé de la vivianite sur les restes de trois militaires américains portés disparus au combat depuis la Guerre du Viêt Nam en 1963. 
De la vivianite a également été découverte sur le corps d'Ötzi, l'homme des glaces d'il y a 5 300 ans, découvert dans les Alpes italiennes en 1991, ainsi que sur un corps adipocérique incrusté de vivianite découvert dans une baie du lac de Brienz en Suisse, qui appartiendrait à un homme s'étant noyé dans les années 1700.

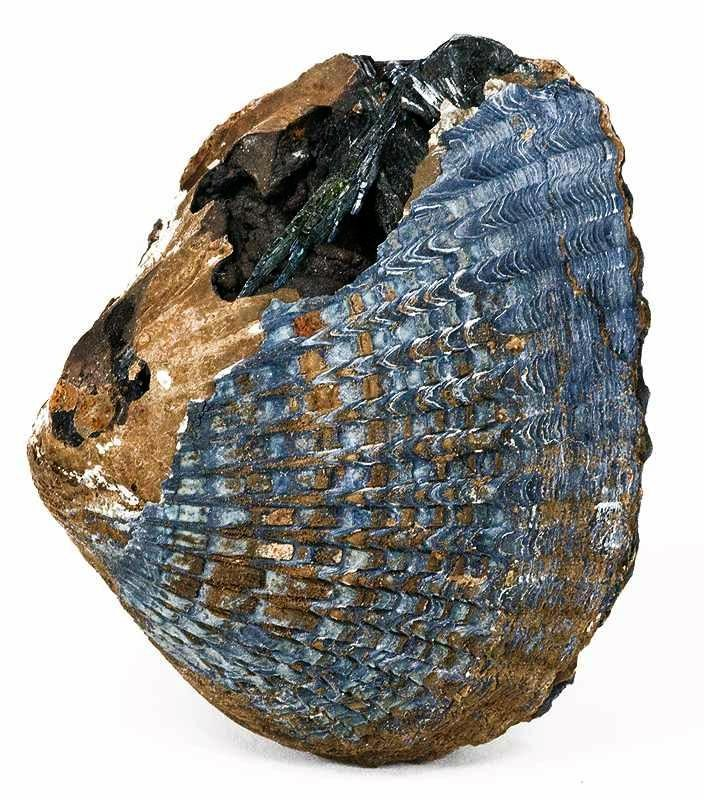
Ce spécimen de vivianite est incrusté dans une coquille de mollusque fossile trouvée sur la péninsule de Kertch en Ukraine, près de la mer Noire. Les deux côtés ont été partiellement remplacés par de la vivianite bleue, formée à partir du calcium et du phosphate présents dans le matériau de la coquille.
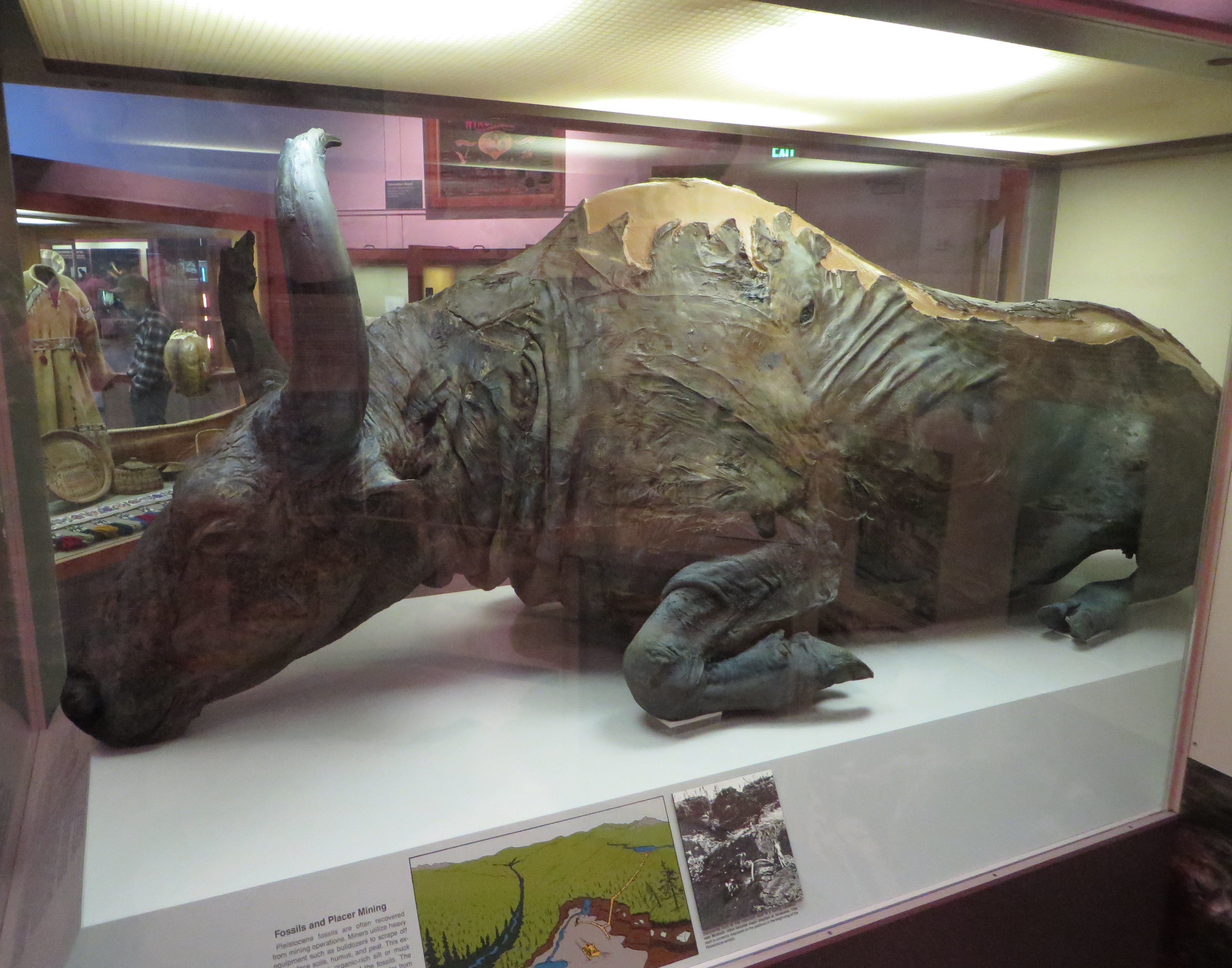
Bison des steppes fossilisé, exposé au Musée du Nord de l'Université d'Alaska à Fairbanks. Mammifères éteints qui parcouraient l'intérieur de l'Alaska pendant la période glaciaire du Wisconsin. Ce spécimen est mort il y a environ 36 000 ans, découvert en 1979, a une couleur bleuâtre sur toute la carcasse, causée par le phosphore dans les tissus animaux réagissant avec le fer dans le sol pour produire un revêtement minéral de vivianite - qui est devenu un bleu brillant lorsqu'il a été exposé à l'air.